# Udbina (Chorwacja)
Udbina – wieś w Chorwacji, w żupanii licko-seńskiej, siedziba gminy Udbina. W 2011 roku liczyła 960 mieszkańców.